# Муера
Муера са етническа и лингвистична група в южна Танзания. През 2001 популацията им е 469 000. 
Най-разпространената религия е ислям.